# Chrysocolaptes lucidus
El pito sultán (Chrysocolaptes lucidus) es una especie de ave piciforme de la familia Picidae endémica de Filipinas.

## Distribución
Se encuentra distribuido por las islas del sur y sureste del archipiélago filipino, ocupando Bohol, Leyte, Samar, Bilirán, Panaon, Mindanao, Basilán y Samal.  